# Cépet
Cépet település Franciaországban, Haute-Garonne megyében. Lakosainak száma 2325 fő (2022. január 1.). Cépet Villeneuve-lès-Bouloc, Bruguières, Gargas, Gratentour, Labastide-Saint-Sernin és Saint-Sauveur községekkel határos.

## Népesség
A település népességének változása:
| Lakosok száma | 481  | 908  | 1023 | 1455 | 1679 | 1629 | 1878 | 2171 | 2224 | 2325 |
|               | 1968 | 1982 | 1990 | 2006 | 2013 | 2015 | 2017 | 2019 | 2020 | 2022 |